# Карлос Скароне
Карлос Скароне (шп. Carlos Scarone; 10. новембар 1888 — 12. мај 1965) је био професионални уругвајски фудбалер. Одиграо је 25 утакмица за репрезентацију Уругваја од 1909. до 1922. године. Био је члан уругвајске репрезентације на Првенству Јужне Америке у фудбалу 1920. одржане у Чилеу и где је Уругвај освојио прво место.
За други тим Ривер Плејта је почео да игра 1908. године. Следеће 1909. године је прешао у СУРКК са којим је освојио шампионат 1911. године. Следеће године је емигрирао у Аргентину и заиграо за Расинг Авељанеда и 1913. године за Боку јуниорс. Почетком 1914. године се вратио у Монтевидео и придрзжио се Насионал Монтевидеу где је играо до 1927. године. Његов брат Хектор Скароне се такође продружио Насионалу 1917. године. Карлос је одиграо 227 утакмица и постигао 152 гола за Насионал. Са Насионалом је освојио осам титула шампиона Уругваја.

### Учешће на Копа Америка
| Куп               | Позиција | Резултат    | Ут | По |
| ----------------- | -------- | ----------- | -- | -- |
| Копа Америка 1917 | Уругвај  | Шампион     | 3  | 3  |
| Копа Америка 1919 | Бразил   | Вицешампион | 4  | 3  |
| Копа Америка 1920 | Чиле     | Шампион     | 0  | 0  |